# 贵州贯众
贵州贯众（学名：Cyrtomium guizhouense）为鳞毛蕨科贯众属下的一个种。

## 扩展阅读
- 維基物種上的相關：贵州贯众